# 仁科盛国
仁科 盛国（にしな もりくに）は、戦国時代の武将。信濃国安曇郡森城主。
仁科氏は信濃安曇郡の国人。戦国時代に入ると、信濃守護・小笠原氏との抗争を経て被官化した。
盛国の代には子らを安曇郡一帯に分家させて勢力を保ち、小笠原氏と共に武田晴信と戦ったが、いずれも降伏ないし自害している。永正13年（1516年）の仁科神明宮棟札に盛国の名がある。また、先祖に仁科盛忠の長男の盛国がいる。永和２年（1376年）の仁科神明宮棟札に盛国の名と法名の盛誉が記録されている。